# Strombus alatus
Strombus alatus es una especie de molusco gasterópodo de la familia Strombidae. En México se le conoce comúnmente como "canelo". Este gasterópodo es herbívoro.

## Clasificación y descripción
La concha de esta especie de gasterópodo es pesada y de  forma cónica. La concha es de color variable, desde rosa salmón hasta marrón rojizo, aunque en ocasiones puede presentar manchas o bandas de color marrón. El periostraco es pelúcido. Presenta ocho vueltas en la espira y una vuelta corporal muy desarrollada. El hombro de cada vuelta es amplio y en el declive las suturas se encuentran bien marcadas. Las suturas están ornamentadas con gruesas y sobresalientes espinas, siendo las de la vuelta corporal las más sobresalientes. El área parietal presenta estrías en espiral. El labio externo es grueso, con una amplia muesca y un canal sifonal infundibuliforme. El opérculo es pequeño, córneo y aserrado en uno de los lados.

## Distribución
Strombus alatus es una especie que se distribuye en las costas del Golfo de México, de Matamoros a Campeche.

## Ambiente
Habita en fondos marinos de poca profundidad. Se puede encontrar con frecuencia en áreas del pasto marino Thalassia testudinum.

## Estado de conservación
Hasta el momento en México no se encuentra en ninguna categoría de protección, ni en la Lista Roja de la IUCN (International Union for Conservation of Nature) ni en CITES (Convención sobre el Comercio Internacional de Especies Amenazadas de Fauna y Flora Silvestres). Esta especie se comercializa como una especie de primera calidad, entre las otras especies que son consumidas en el sureste mexicano. Especialmente en los estados de Tabasco y Campeche.